# Новојерусалимски манастир
Новојерусалимски манастир или Воскресенска црква је манастир Руске православне цркве у граду Истра, удаљеном око 40 км од Москве. Основао га је руски патријарх Никон 1656. године. Река Истра симболично представља реку Јордан, а манастирске грађевине свети град Јерусалим. При изградњи Воскресенске цркве коришћени су нацрти цркве Светог Гроба Господњег у Јерусалиму.
Манастир је преживео Октобарску револуцију 1917. године, али су га разорили немачки нацисти у Другом светском рату.
Ово није био први покушај да се пренесе слика Светог Гроба Господњег, на руском тлу. Међу споменицима, које би могле да буду инспирација за овакав подухват, био је пројекат под називом "Светиња над Светињама" у Москви Кремљ (пројекат замишљен од стране Бориса Годунова, није био реализован, а требало је да буде слика старозаветног Соломоновог храма.
Топоними око манастира су промењени у имена библијских светих места. Тако је брдо где је манастир изграђен названо Сион. Источно од њега је Маслинска гора, на северу - гора Тавор. Река Истра, преименована је у Јордан. Поједина манастирска здања изграђена су по узору на јерусалимске светиње као што је Воскресенска црква (1656-1685), насталих у обличју Светог Гроба Господњег у Јерусалиму.
1919. манастир је затворен а монаштво растерано. Од 1921. године комунистичке власти га претварају у музеј. 
1941. године, током Другог светског рата минери нацистичке СС дивизије "Рајх" дигли су у ваздух Вознесењску цркву. Поред храма уништени су и бројни архитектонски споменици.
1959. године обновљен је музеј.
Остаци манастирских здања и део његових поседа враћени су тек 1994. године Руској православној цркви када је и започета обнова манастира.